# Xushui
Xushui (en chino, 徐水; pinyin, Xúshuǐ) es un distrito urbano bajo la administración directa de la Prefectura Baoding  en la Provincia de Hebei, República Popular China.  Su área es de 722 km² y su población total para 2010 superó los 560 mil habitantes. 

## Administración
Desde julio de 2023, el  Distrito Xushui se divide en 14 pueblos que se administran en 10 poblados y 4 villas.

## Toponimia
El topónimo Xushui [/Xy-Shuéi/] significa 'las aguas del Xu'. Según la "Historia del condado de Tongzhi": Tiene el río Xu (徐河) por ello lleva su nombre.